# مسجد المكتفي بالله شاه
مسجد المكتفي بالله شاه (بالملايو: Masjid Al-Muktafi Billah Shah ) هو المسجد الملكي الحديث في ترغكانو في ماليزيا، يقع المسجد في كامبونج لادانغ في كوالا ترغكانو.

## البناء
بدأ بناء مسجد المكتفي بالله شاه في عام 1981، واكتمل بناء المسجد في عام 1984، وافتتح المسجد رسميا في سبتمبر من عام 1984، من قبل السلطان المكتفي بالله شاه، الضريخ الملكي الجديد يقع على مسافة قصيرة من المسجد.

## الضريح الملكي
يحتوي المقبرة والضريح الملكي على عدد من قبور الشخصيات الملكية:
- السلطان محمود سلطان المكتفي بالله شاه ابن السلطان إسماعيل ناصر الدين شاه توفي عام 1998.
- السلطانة بريه بنت السلطان صلاح الدين عبد العزيز شاه توفية عام 2011.
- فرح قصيريه بنت السلطان محمود المكتفي بالله شاه توفي عام 2001.

## وصلات خارجية
- البوم صور مسجد المكتفي بالله شاه